# Mahmoud Shelbaieh
Mahmoud Omar Mahmoud Shelbaieh (arabe : محمود شلباية) (né le 20 mai 1980 à Amman en Jordanie) est un joueur de football international jordanien d'origine palestinienne, qui évolue au poste d'attaquant.

## Biographie

### Carrière en sélection
Avec l'équipe de Jordanie, il joue 59 matchs officiels (pour 17 buts inscrits) entre 2000 et 2011. 
Il figure dans le groupe des sélectionnés lors de la coupe d'Asie des nations de 2004, où son équipe atteint le stade des quarts de finale.
Il joue enfin 18 matchs comptant pour les tours préliminaires de la coupe du monde, lors des éditions 2002, 2006, 2010 et 2014.

## Palmarès
Al Weehdat
- Coupe de l'AFC :
  - Meilleur buteur : 2006.

- Championnat de Jordanie :
  - Champion : 2005, 2007, 2008, 2009 et 2011